# Iodama
Iodama (en grec antic Ἰοδάμα), segons la mitologia grega, és filla de l'atenenc Itonos i, per tant, neta d'Amficcíon, de l'estirp de Deucalió. Zeus la va estimar i va donar-li una filla, Tebe, que Zeus va donar per esposa a Ògig.
Era sacerdotessa d'Atena Itònia, a la ciutat de Coronea, a la Beòcia. Una nit se li va aparèixer la deessa i la va transformar en pedra. Tenia un altar dedicat a ella al temple d'Atena i en temps de Pausànias encara cada dia una dona repetia tres vegades, alimentant el foc ritual: "Iodama és viva i demana foc".
Una llegenda que explica Tzetzes fa de Iodama germana d'Atena. Aquesta deessa de caràcter guerrer va matar accidentalment la seva germana Iodama mentre s'exercitava amb les armes.